# Bregmaceros mcclellandi
Bregmaceros mcclellandi är en fiskart som beskrevs av William Thompson, 1840. Bregmaceros mcclellandi ingår i släktet Bregmaceros och familjen Bregmacerotidae. Inga underarter finns listade.